# صاروخ سطح-سطح

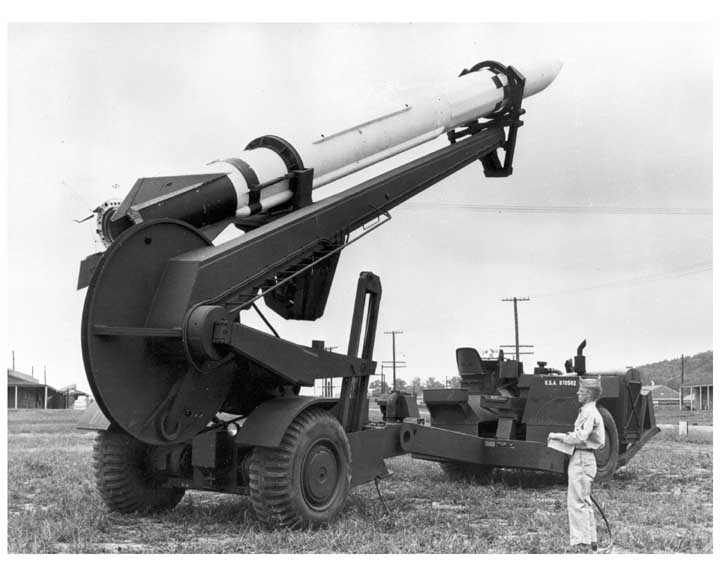
صاروخ MGM-5 Corporal

صاروخ أرض-أرض (بالإنجليزية: surface-to-surface missile - SSM أو ground-to-ground missile - GGM) هي صواريخ تُطلق من منصات على اليابسة أو من البحر لتصيب أهدافًا على الأرض، ومن ذلك جاءت تسميتها صواريخ أرض-أرض. ويتراوح مداها بين عشرات وآلاف الكيلومترات، وفي هذا الصنف الأخير تَدخل الصواريخ البالستية الذاتية الدفع وعادة ما تكون بمساعدة مرشد.

## أنواعه
عادةً ما يتم تقسيم صواريخ أرض-أرض إلى عدد من الفئات:
- صاروخ باليستي يطلق لمسار عالي.
  - صاروخ باليستي تكتيكي: يبلغ مداه بين 150 كم و 300 كم
    - صاروخ باليستي تكتيكي (BRBM): مداه أقل من 200 كم

  - صواريخ باليستية (TBM): مداه بين 300 كم و 3500 كم
    - صاروخ باليستي قصير المدى (SRBM): المدى 1000 كم أو أقل
    - صاروخ باليستي متوسط المدى (MRBM): المدى بين 1000 كم و 3500 كم

  - صاروخ باليستي وسيط المدى (IRBM) المدى بين 3500 كم و 5500 كم
  - صاروخ باليستي عابر للقارات (ICBM): يزيد مداها عن 5500 كم
  - صواريخ بالستية تطلق من الغواصات (SLBM): تطلق من غواصة صواريخ بالستية (SSBNs).
- صاروخ جوال مداه 2500 كم (1500 ميل)
- صاروخ موجه مضاد للدروع صمم أساساً لضرب وتدمير الدروع لاسيما الدبابات ومركبات القتال المدرعة على مسافات تصل إلى 8 كليو مترات، وهي قادرة على أختراق دروع بسمك يترواح من 500 إلى 1,000 ملم.
- صاروخ مضاد للسفن مدى محدد 130 كم (80 ميل)